# Pierce Brodkorb

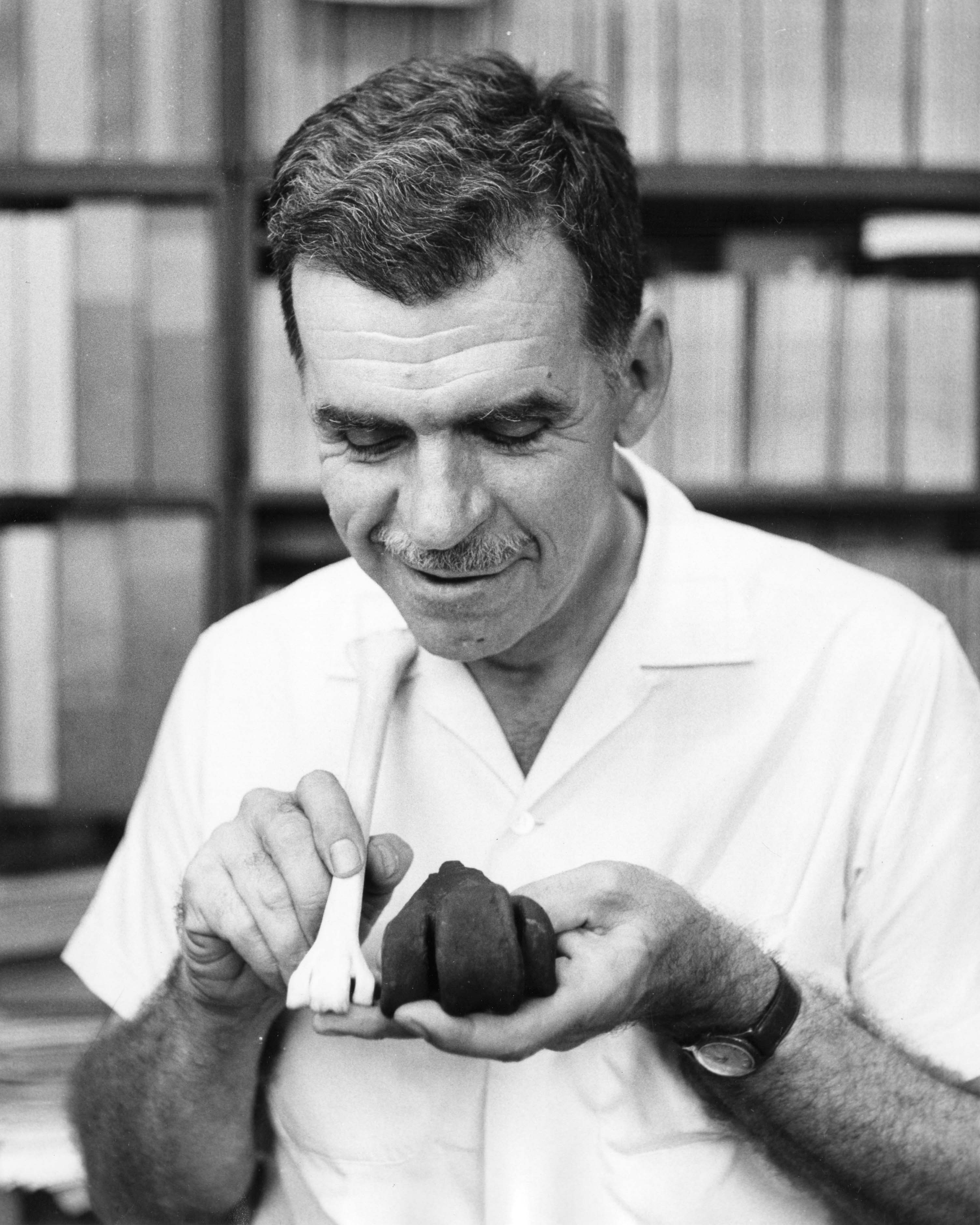
Pierce Brodkorb

William Pierce Brodkorb (* 29. September 1908 in Chicago, Illinois; † 18. Juli 1992 in Gainesville, Florida) war ein US-amerikanischer Paläontologe und Ornithologe.

## Leben
Mit 16 erlernte Brodkorb am Field Museum of Natural History in Chicago das Präparieren von Vögeln. 1930 schloss er sein Studium an der University of Illinois ab. Die folgenden zwei Jahre sammelte Brodkorb Vögel in Idaho und präparierte sie im Auftrag von Harry Church Oberholser für das Cleveland Museum of Natural History in Cleveland, Ohio. Im Juli 1931 heiratete er Edna Carleton, die ihn auf vielen Exkursionen begleitete. 1940 wurde die einzige Tochter des Paares geboren. 1976 wurde die Ehe geschieden.
1933 schrieb sich Brodkorb an der University of Michigan ein und promovierte 1936 zum Ph.D. Bald darauf wurde er Assistenzkurator an den Museums at the University of Michigan in Ann Arbor, Michigan. Er unternahm mehrere Expeditionen, die ihn auf die Bermuda-Inseln und 1937, 1939 und 1941 ins südliche Mexiko führten. Über seine Feldarbeit in Mexiko veröffentlichte er 1943 die Monografie Birds of the Gulf Lowlands of Southern Mexico. Nach dem Zweiten Weltkrieg trat er 1946 eine Position als Assistenzprofessor am Department of Biological Sciences an der University of Florida in Gainesville an, die er bis zu seinem Ruhestand im Dezember 1989 innehatte.
In den frühen 1950er-Jahren spezialisierte sich Brodkorb auf fossile Vögel. Er trug eine gewaltige Sammlung von Vogelfossilien aus Florida zusammen, die in das Miozän, das Pliozän und das Pleistozän datiert werden. Diese Sammlung beinhaltet 12.500 Vogelskelette aus 129 Familien und wird im Florida Museum of Natural History, eine Abteilung der University of Florida, aufbewahrt. 1960 stellte Brodkorb in seiner Schrift How Many Species of Birds Have Existed? die Hypothese auf, dass seit der Kreidezeit 1,634 Millionen Vogelarten auf der Erde existiert haben müssten. Diese Vermutung wurde jedoch von anderen Wissenschaftlern wie James Fisher als übertrieben abgetan, der seinerseits die Anzahl auf weniger als 500.000 Arten schätzte. Von 1963 bis 1978 veröffentlichte Brodkorb das fünfbändige Werk Catalogue of Fossil Birds. 1982 wurde er Ehrenmitglied der Florida Ornithological Society.
Brodkorb beschrieb mehrere prähistorische Vogelgattungen, darunter Alexornis und Titanis und die Familie Idiornithidae. Taxa wie Paraptenodytes brodkorbi, Aegolius acadicus brodkorbi, Empidonax fulvifrons brodkorbi und Henocitta brodkorbi wurden nach ihm benannt.